# Wesniane (obwód winnicki)
Wesniane (ukr. Весняне) – wieś na Ukrainie, w obwodzie winnickim, w rejonie czerniweckim. W 2001 roku liczyła 215 mieszkańców.